# Antonio Molina
Pour les articles homonymes, voir Molina.
Pour les articles homonymes, voir Antonio Molina (homonymie).
Antonio Molina, (Malaga, 9 mars 1928 - Madrid, 18 mars 1992) était un acteur et chanteur espagnol.
Ses origines étaient humbles et il s’installa à Madrid pour devenir chanteur. L’une de ses chansons les plus importantes fut Soy minero (Je suis mineur) et il débuta au Teatro Fuencarral en 1952. En 1954, il créa sa propre compagnie théâtrale, qui fit sa première au Teatro Calderón (Madrid) avec Hechizo (Sortilège).
Il eut 8 enfants, dont Micky, Ángela, Paula et Mónica Molina firent aussi carrière dans le show business. Sa fille aînée Angela Molina est aussi une célèbre actrice.
Il meurt en 1992 d’une fibrose pulmonaire diagnostiquée en 1989.

## Chansons
- Soy Minero
- El macetero
- El agua del avellano
- La bien pagá
- Copla y fortuna
- Adiós Lucerito mío
- En el fondo de la mina
- Dos velas
- Cantar, cantar
- Tu fiesta campera
- Caminito de mis penas
- Adiós España querida
- Yo quiero ser mataor
- El cristo de los faroles
- Estudiantina de Madrid
- Soy el cante
- A la sombra de un bambú
- María de los remedios
- Malagueña
- Ay, Carmela
- La hija de Juan Simón
- Dos cruces
- Una paloma blanca
- Mar blanca
- Soy un pobre presidiario
- Las murallitas de Cádiz
- La jaca más postinera
- Soy del norte
- Caballito Bandolero
- Veinticuatro cascabeles
- Ni Alemania ni Francia
- Puente de plata
- Camino verde
- Toros y coplas
- La Campanera
- Como en España ni hablar
- Mujer extranjera
- Gibraltar
- A la nanita nana
- La tortolica
- Por oro que brilla y suena
- Portuguesinha
- Con ese beso

## Filmographie
- Puente de coplas (1961)
- Café de Chinitas (1958)
- El Cristo de los Faroles (1958)
- Un hombre en la red (1957)
- La hija de Juan Simón (1957)
- Malagueña (1956)
- Esa voz es una mina (1955)
- El pescador de coplas (1954)
- El macetero (1951)
- ¿Por quién doblan las campanas? (1943)